# 阮桥乡
阮桥乡是安徽省池州市贵池区曾经下辖的一个乡，驻地在池州城区西方16公里的阮桥村。阮桥乡已于2007年撤销，辖区划归秋江街道。现为秋江街道办事处驻地。

## 历史
1972年3月，为了方便管理水系，贵池县革命委员会从木闸公社、高脊岭公社析出部分生产大队成立阮桥公社。。1984年贵池县废人民公社体制，开始设区建乡体制改革，阮桥公社更名为阮桥乡。。2007年2月，阮桥乡撤销，设立秋江街道，街道办事处驻地阮桥居委会，辖35个村，1个居委会。

## 地理
阮桥地处贵池市西北部，总面积38.42平方千米，全部为圩区，地势平坦。至1999年，共有耕地19,538亩（15,652亩水田，余下为旱地）。

## 人口
全乡总人口18305人，其中农业人口18218人，绝大部分是汉族。少数民族有回族、苗族、壮族，有403人。

## 行政区划
阮桥乡下辖以下地区：
阮桥村、天然村、联山村、晓湾村、新河村、西埂村、农建村、同心村、江店村、万宝村和团湖村。